# بنط

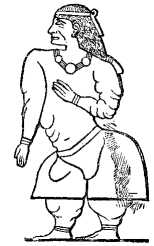
زوجة الحاكم مرسومة في أحد المعابد.

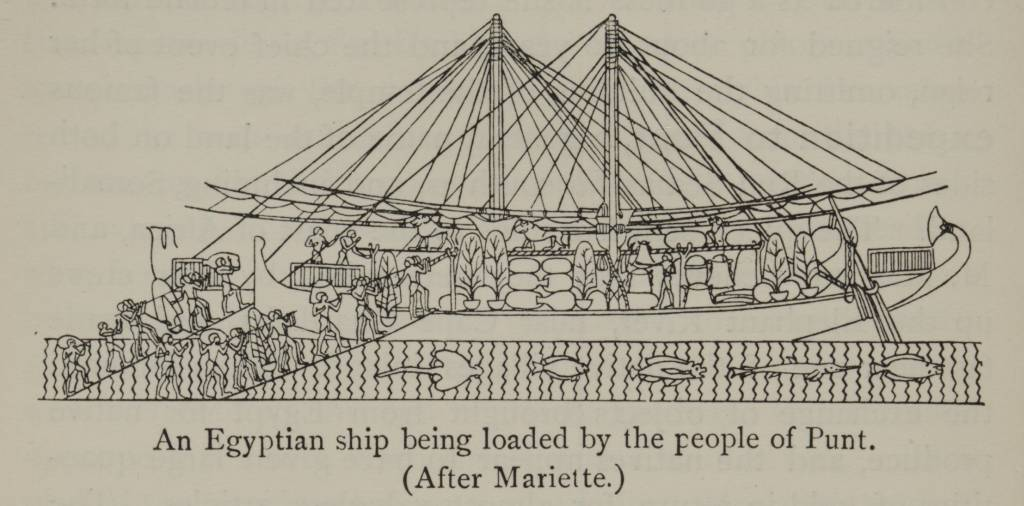
تحميل أهل البنط لإحدى سفن قدماء المصريين - رسمت 1902م

البنط أو بونت: هي منطقة في شرق أفريقيا معروفة لدى قدماء المصريين. كانت بونت وجهة العديد من البعثات المصرية المجهزة لجلب خشب الأبنوس والبخور إلى مصر، طلاء العين السوداء، العاج، القرود المروضة، الذهب، العبيد وجلود الحيوانات الغريبة، والتي تم استبدالها بالسلع المصرية. وكانت أهم البضائع التي تم تسليمها من بونت هي المر، الضروري للاحتفالات الدينية. وعلى وجه الخصوص، اكتسبت رحلة الملكة حتشبسوت شهرة كبيرة إلى بلاد بونت. كما عرفت لاحقاً في زمن الإغريق والرومان بأرض ملوك البخور واللبان والطيوب.
ونظرا لتسمية المصريين لتلك المنطقة باسم «تا نتر» أو "أرض الإله"، ونتيجة لترجمة عالم المصريات البريطاني واليس بادچ للكلمة «نتر» بمعنى "الإله" على أنها "الأسلاف" بطريقة ما، فقد قاده ذلك مع عالم المصريات البريطاني الآخر فلندرز بيتري إلى الادعاء أن ذلك يعتبر تصريحا بكون بلاد بونط هي بلد الأسلاف بالنسبة للمصريين، حتى أن فلندرز بيتري قد نسب السلالة المالكة المصرية من هناك، فقال الأول: "يشي التقليد المصري في عصر الأسرات أن الموطن الأصلي للمصريين كان بونت..."
وقد جادل جيمس بريستد أن اسم "أرض الإله" لم يطلق فقط على بلاد بنط، بل كذا على أماكن أخرى من الشام وخاصة لبنان، حيث كان منها يستورد البخور والأخشاب اللازمة لبناء المعابد وتأسيسها وقيام الطقوس بها.
وكثيرًا ما كانت تُذكر بونت في الفولكلور والقصص المصرية القديمة، كقصة تحطم السفينة في الطريق إلى مملكة بونت المسماة " حكاية غرقى السفينة " التي يعود تاريخها إلى الأسرة المصرية الثانية عشر تقريبًا .
وحديثا أدرج اسم "بونت" ضمن اسم المنطقة الانفصالية في شمال شرق الصومال، التي أعلنت الحكم الذاتي عام 1998 على غرار إقليم أرض الصومال - بونتلاند المجاور.

## اسم بلاد بنط بالهيروغليفية
الاسم: 
| Q3 | E34 · N35 | X1 · N25 |

Punt
Pwnt

## بعثات إلى بلاد بنط

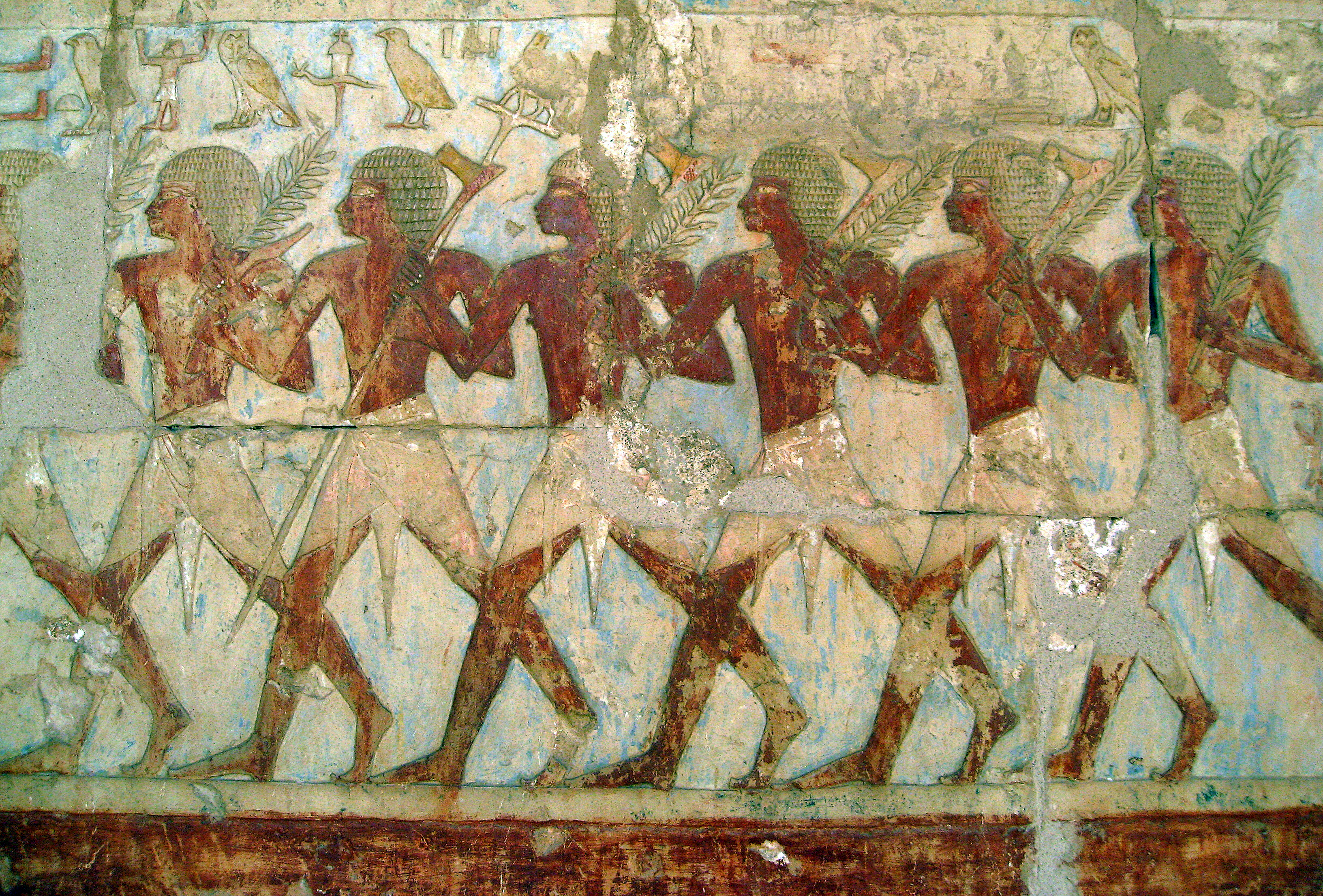
جنود مصريون في صحبة البعثة التجارية إلى بلاد بنط. من معبد حتشبسوت بالدير البحري.

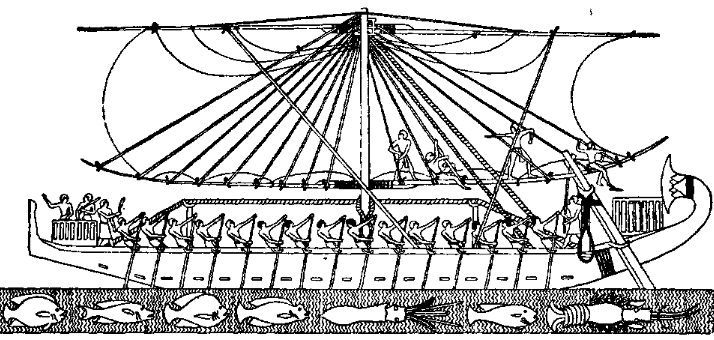
صورة لأحد السفن التجارية الكبيرة التي أرسلتها حتشبسوت إلى بنط. من معبد حتشبسوت.

يوجد ممر قصير بين النيل وشاطئ البحر الأحمر عند مدينة قفط ولهذا كانت قفط مركزا هاما في التجارة في مصر. وتستطيع قافلة تعدية تلك المسافة خلال خمسة أيام، ومن هنا بدأت بعثات كثيرة إلى بلاد بنط.
كانت أول بعثة معروفة إلى بلاد بنط في عهد ملك مصر ساحورع من الأسرة المصرية الخامسة. وكذلك خلال الأسرة المصرية الخامسة قامت بعثة إلى بنط في عهد جد كا رع قام بها القبطان «با ور جد». كما أرسل الملك منتوحتب الثالث بعثة إلى بنط وعلى رأسها قبطان يدعى «حنينو».
كانت البعثات إلى بلاد بنط بغرض إحضار البخور واللبان ونبات المر، وأخشاب وأشجار وحيوانات من إفريقيا مثل النمور وفرائها والطاووس والنسانيس وغيرها. تقديم البخور والمر إلى الألهة كانت من الطقوس الهامة في مصر القديمة فكان الكهنة يقدمونها للآلهة يوميا. كما كان يقوم بتلك الطقوس الملك بنفسه في احتفال كبير.
البعثات البحرية إلى الجنوب كانت رائجة منذ القدم، واشتهرت قصة البحار الذي غرقت به السفينة ورسى على أرض غريبة، ممثلة في قصة سنوحي، وهي من عهد الأسرة الثانية عشر.
أشهر تلك البعثات كانت في عهد الملكة حتشبسوت وقام بها نحسي للإتيان بالبخور والمر وأشجار الأرز.
وتوجد تلك البعثة مسجلة على جدران بهو الأعمدة بمعبد حتشبسوت في الدير البحري.

صور منحوتة على جدران معبد حتشبسوت عن البعثات إلى بنط
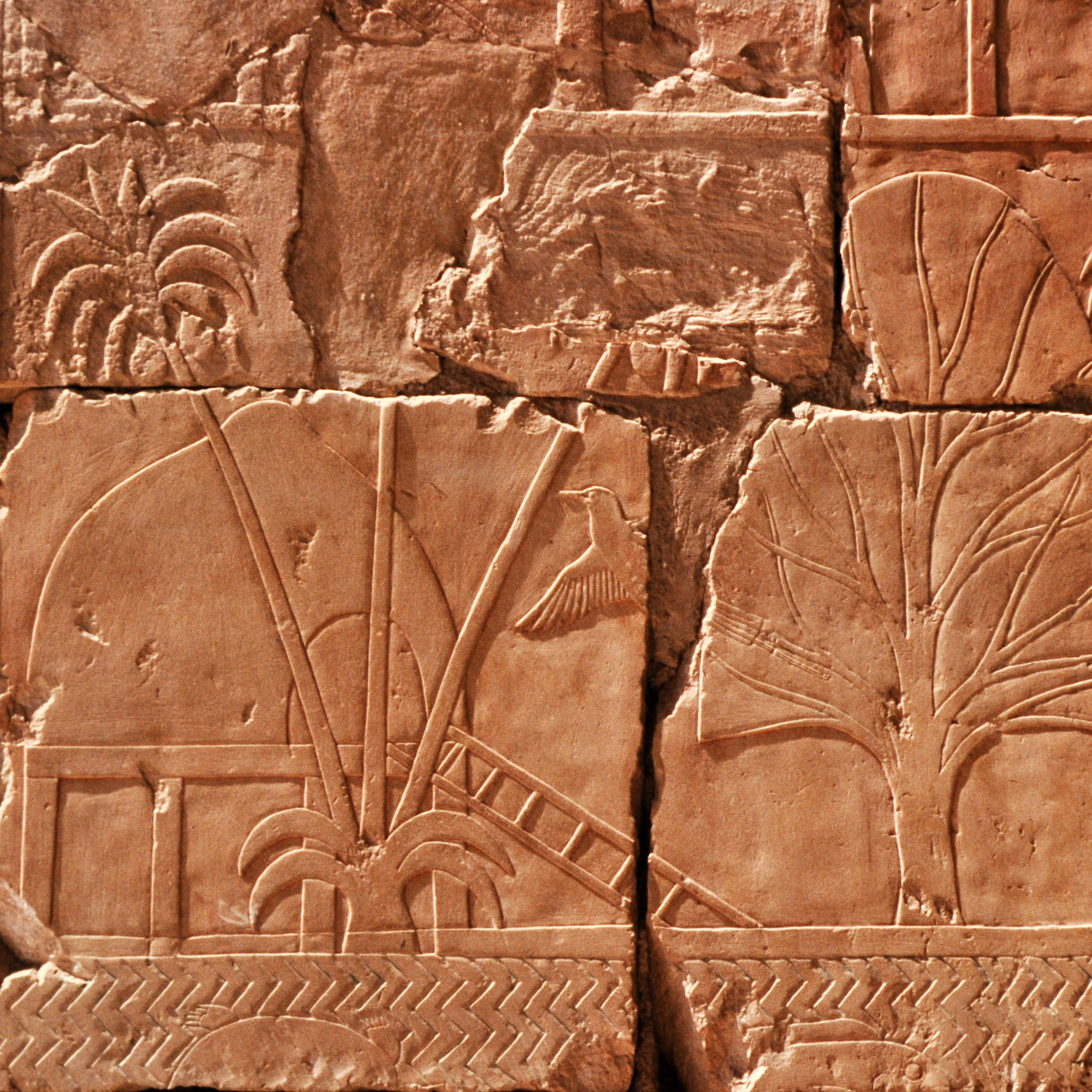
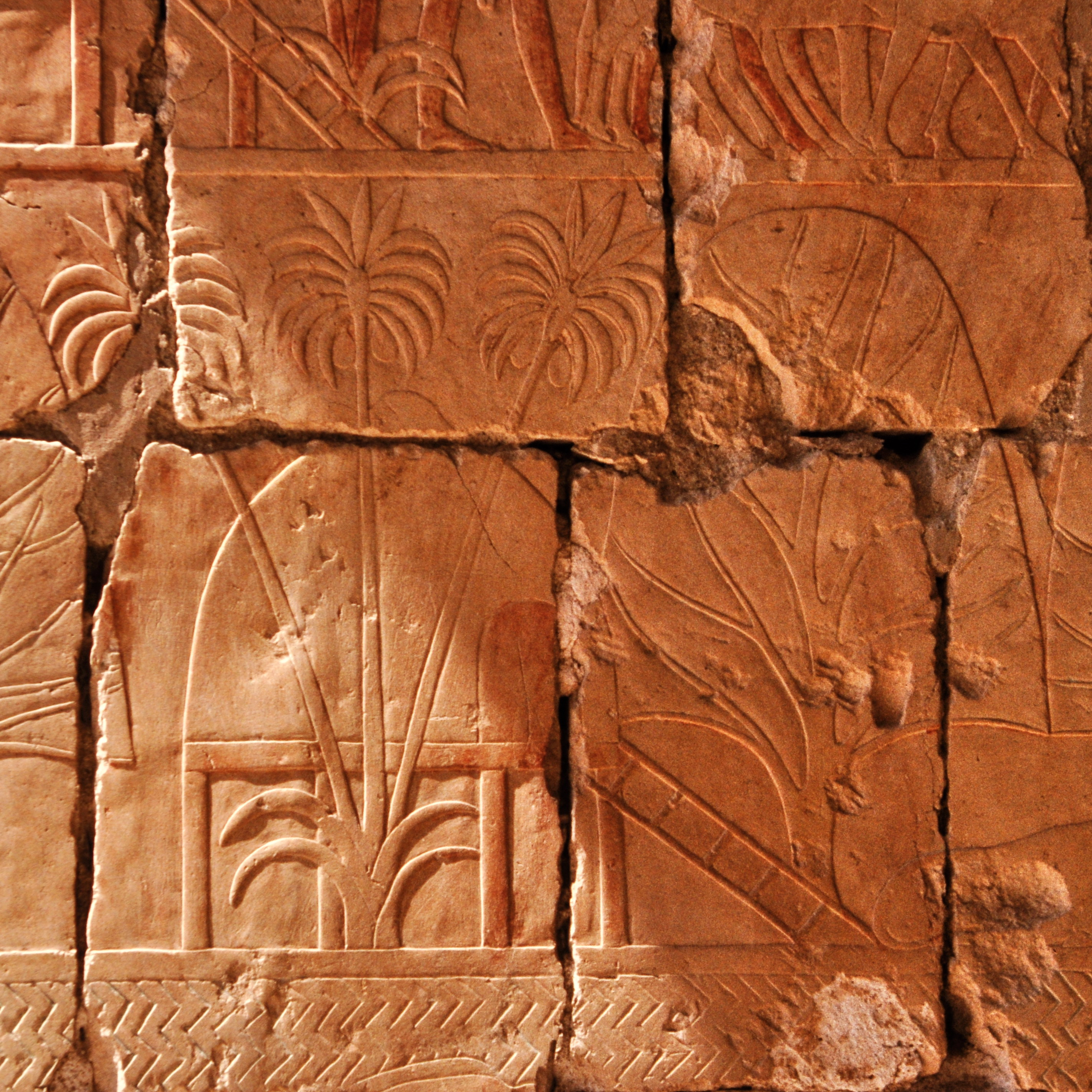
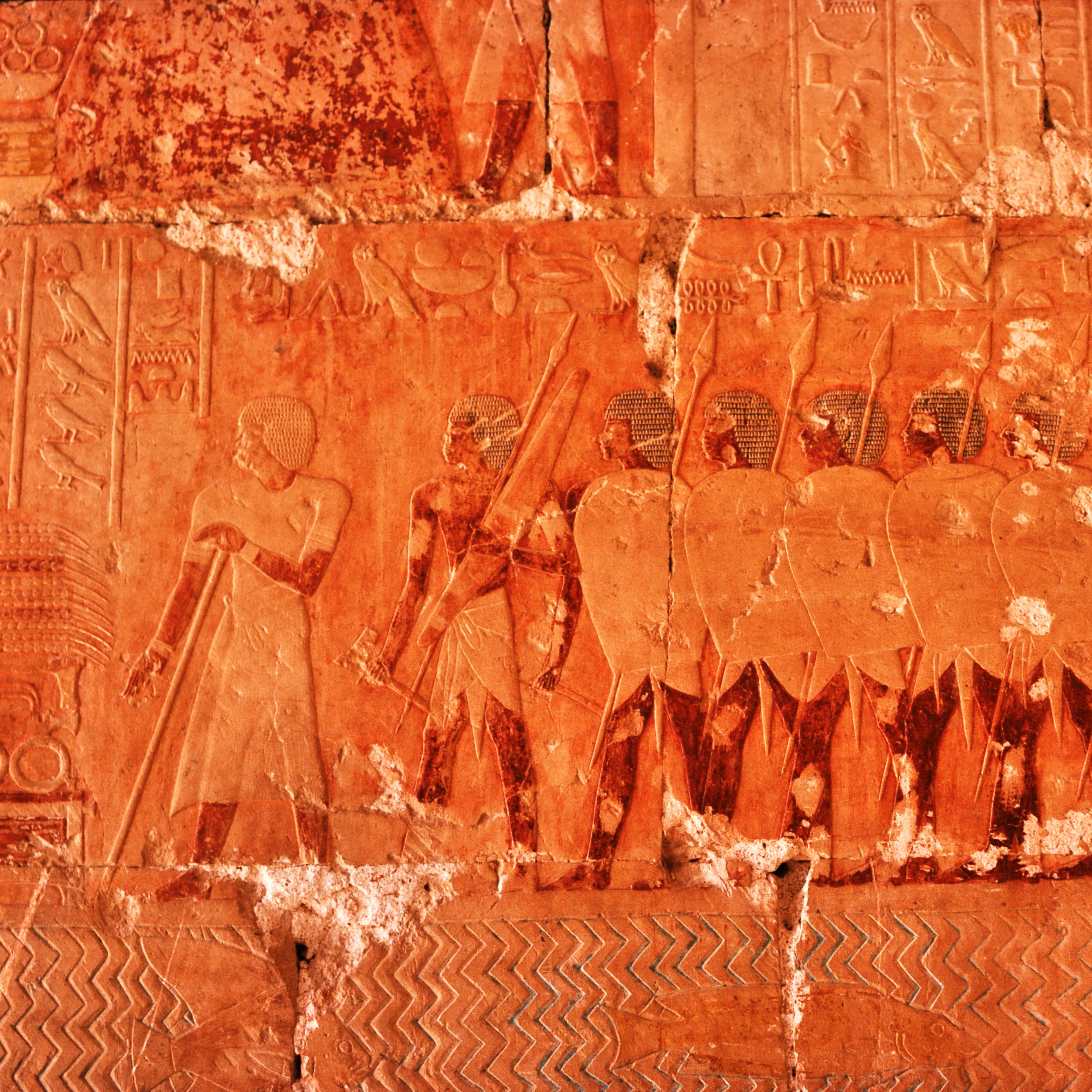
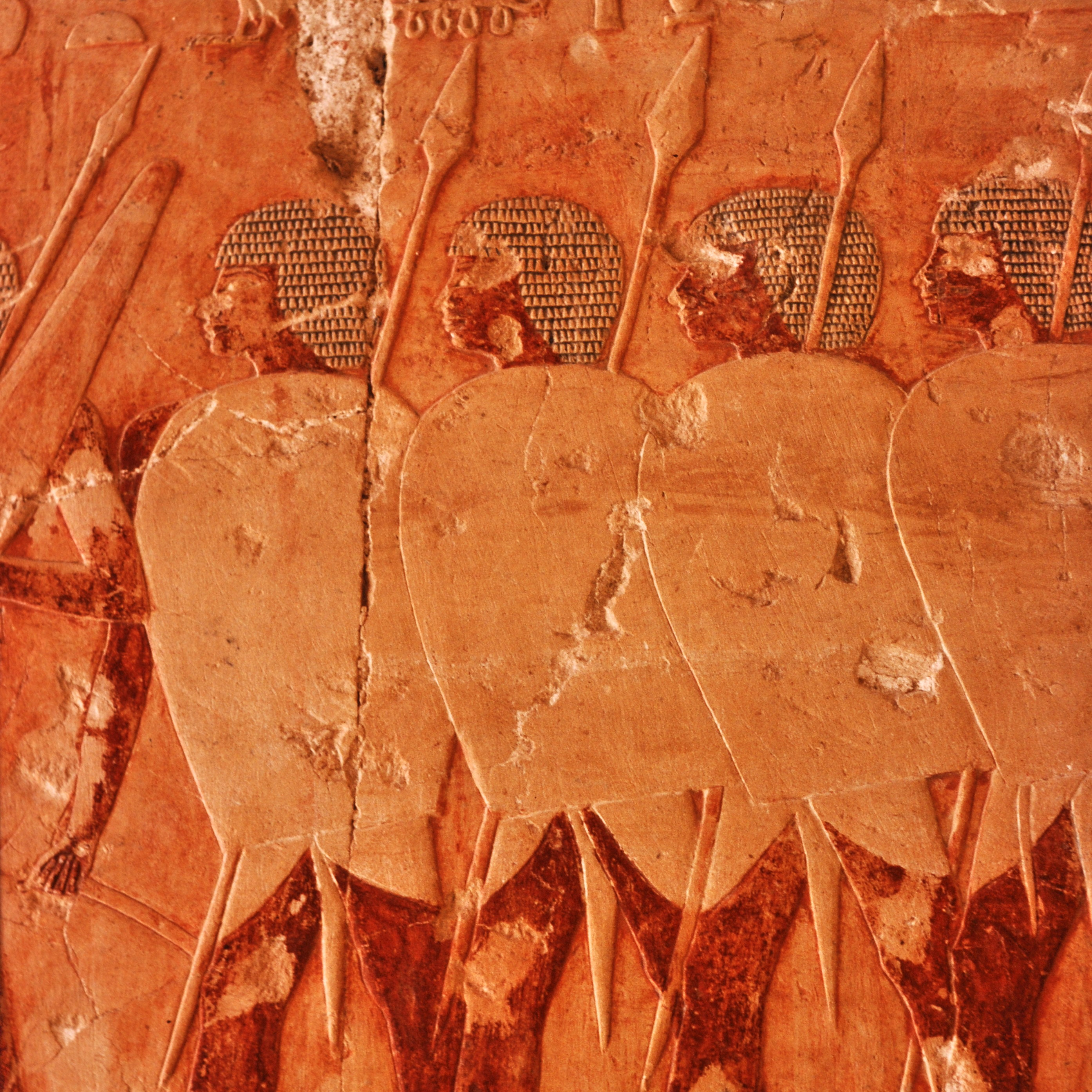
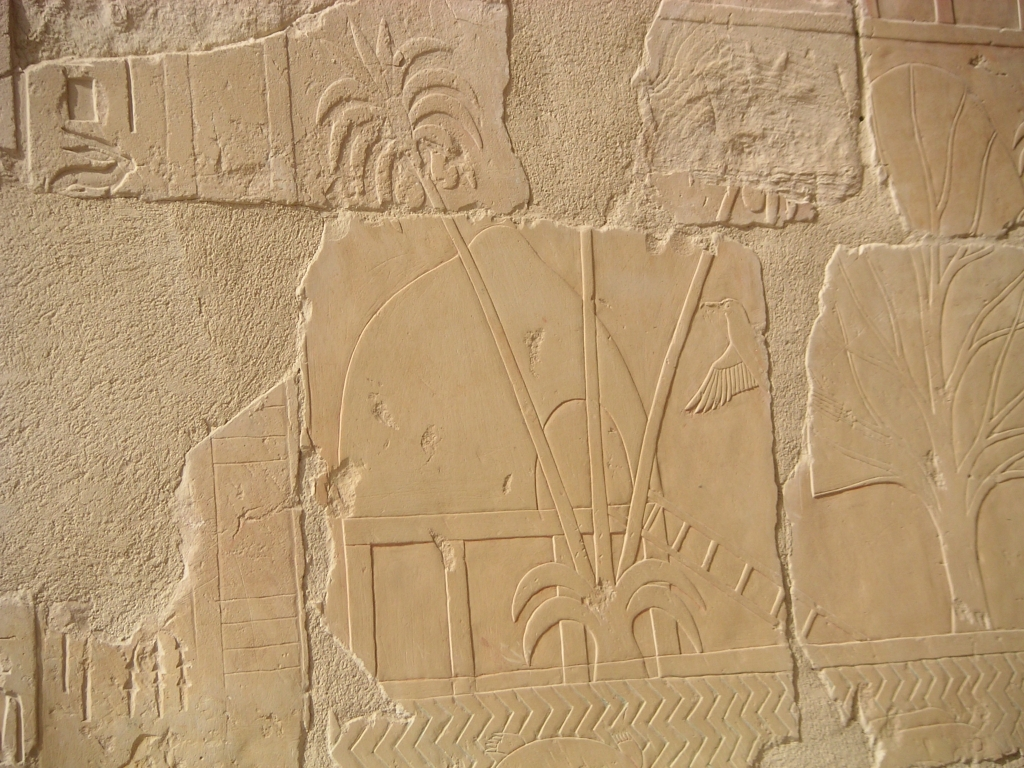
بلاد بنط

وحكم مصر الملك تحتمس الثالث بعد الملكة حتشبسوت، وتذكر قائمة في معبد آمون بالكرنك بلاد بنط كأحد الحملات العسكرية التي أرسلها. كما أرسل بعض الملوك الذين جاؤوا من بعدة بحملات تجارية وأحيانا عسكرية إلى بلاد بنط.

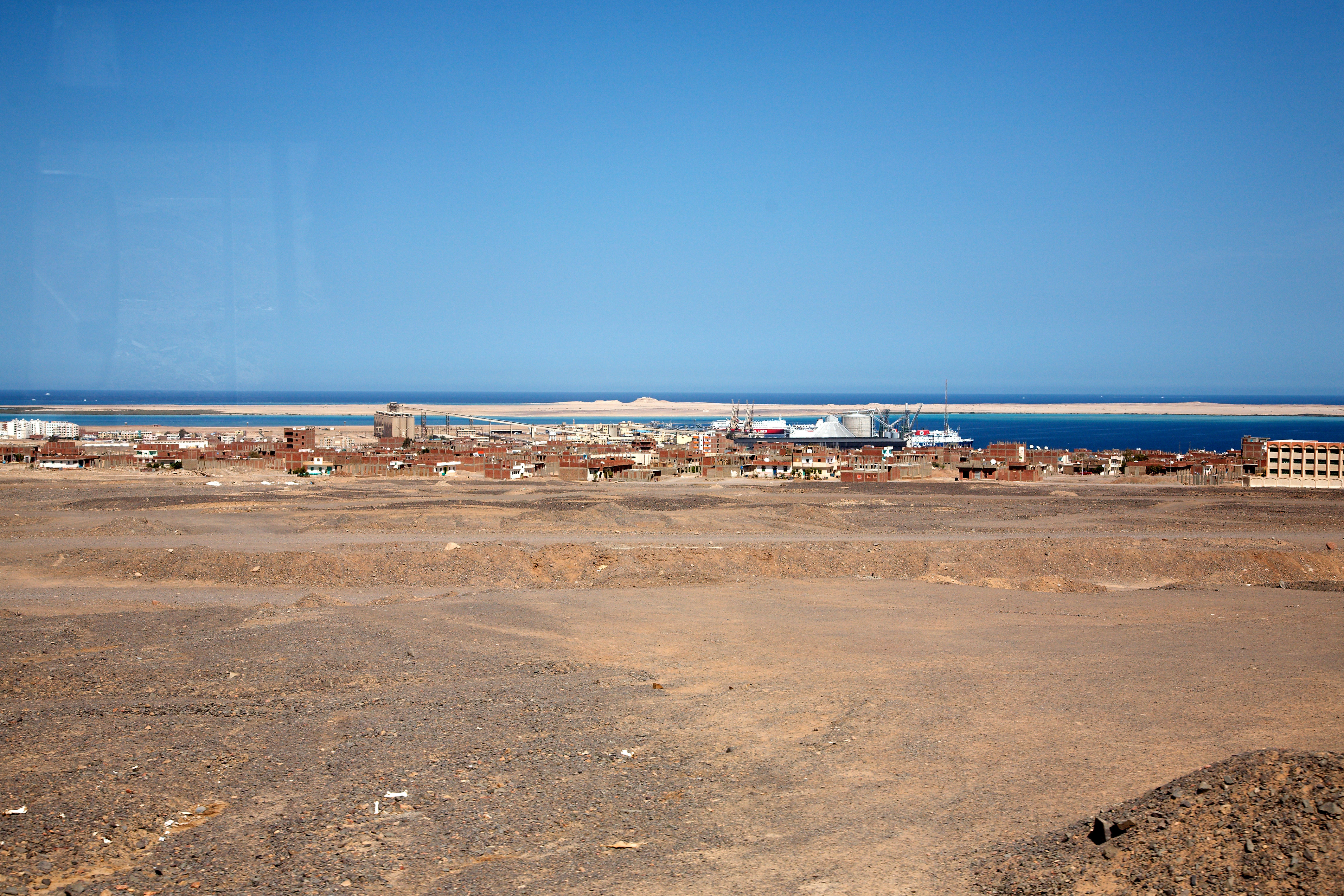
ميناء سفاجة على البحر الأحمر.

كما تذكر أيضا بعثة إلى بلاد بنط في عهد رمسيس الثالث: «أمرت ببناء» منحو«كبيرة (سفن نقل) وأبحر عليها طاقم بحارة كبير وعساكر للحماية. وابحروا في البحر الكبير من عند» موكد«ووصلوا إلى جبال بنط، بلاد البخور، سالمين من دون خسائر كبيرة، لأني أبث الرعب في الآخرين».
عثر علماء آثار من جامعة بوسطن ومن نابولي في عام 2006 في منطقة تسمى «مرسي جواسيس» بالقرب من مدينة سفاجة على البحر الأحمر على خمسة مغارات توجد فيها بقايا حبال غليظة من حبال البحارة وألوائح خشبية كانت تستخدم في تعبئة السفن.
كما عثروا على بقايا صندوق مكتوب عليها: «عجائب بلاد بنط»، ووجدوا بجانبه اسم الملك أمنمحات الثالث. ويدل هذا من قبل مصلحة الآثار المصرية على أن المصريين القدماء منذ عهد سحيق كانوا يمارسون التجارة في البحر إلى بلاد بنط، وكان على البحر الأحمر ميناء خاصا لتلك البعثات.

## موقع بلاد بنط

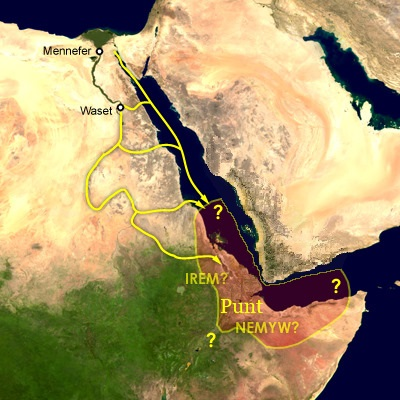
مواقع محتملة لبونت على البحر الأحمر وطرق التجارة البحرية والبرية.

حيّر هذا السؤال علماء الآثار والمؤرخين. بعض الباحثين يعتقد أن بلاد بونت هي «أوفير» المذكورة في التوراة على أنها بلاد الذهب. كما تذكر المخطوطات المصرية في أحد البرديات «عودة الإلهة»، وتصف رحلتها البرية إلى بلاد بونت التي استغرقت 120 يوم سيرًا على الأقدام، وأن الإلهة تفنوت قطعت تلك المسافة في ثلاثة أيام فقط. لا يوجد خلاف بين علماء الآثار في كون بلاد بونت تقع إما جنوبي مصر مباشرة في منطقة (السودان) أو أبعد من ذلك باتجاه جنوب شرق مصر في منطقة (جيبوتي وإثيوبيا واريتريا). وحتى اكتشاف معبد حتشبسوت في الدير البحري كان الاعتقاد أن بلاد بونت تقع في آسيا وبالتحديد في مكان ما على شبه الجزيرة العربية. وبعد اكتشاف المعبد وجد فيه كتابة هيروغليفية تقول أن «الألهة حددوا حدود مصر جنوبا حتى بونت». وهذا يشير إلى أن بلاد بونت لا بد وأن تكون في أفريقيا، كما يؤيد ذلك أنواع الهدايا المكونه من (بخور، العاج، جلود الحيوانات) التي كان قدماء المصريين يحضرونها من هناك، ومما يؤكد ذلك تصوير الملكة حتشبسوت أخبار تلك البعثات إلى بلاد بونت على جدران معبد الدير البحرى على الضفة الغربية من النيل عند الأقصر، ولا تزال الألوان التي تزين رسومات هذا المعبد زاهرة ومحتفظة برونقها وجمالها إلى حد كبير.
قام الباحثان ديفيد لورتون وجون بيمسون بتحاليل تشير إلى موقع بلاد بونت جنوب شرقي النوبة، ويحظى هذا التفسير برضا العلماء. وبناء على ذلك فيبدو أن بلاد بونت تقع في القرن الأفريقي ربما عند بلاد الصومال (التي تعرف محليًا ببلاد بنط/بونت) أو ربما كانت في إريتريا.وتعتبر المناطق جنوب ذلك أقل احتمالا لموقع بونت مثل موزمبيق أو زيمبابوي، لأن تلك المواقع بعيدة جدا عن مصر، وحتى في عهد الرومان كانت بلاد مثل تنزانيا غير معروفة.
كان على سواحل إريتريا ميناء يسمى «أدوليس» حيث كانت تجارة الذهب والبخور والاخشاب رائجة، وربما كانت بلاد بونت هناك.

## طالع أيضًا
- أرض البنط
- سفينة حتشبسوت
- سنوحي
- قصة وينامون
- معبد حتشبسوت (الأقصر)